# Kjell-Arne Ottosson
Kjell-Arne Ottosson, född 6 augusti 1975 i Östervallskogs församling, Värmlands län, är en svensk politiker (kristdemokrat). Han är ordinarie riksdagsledamot sedan 2018, invald för Värmlands läns valkrets.
Efter riksdagsvalet 2022 är Ottosson vice ordförande i miljö- och jordbruksutskottet samt suppleant i EU-nämnden och trafikutskottet. Han är  klimat-och miljöpolitisk samt landsbygdspolitisk talesperson för partiet. Han är också ledamot av Nordiska rådet och för närvarande ordförande i Nordiska rådets utskott för tillväxt och utveckling samt ledamot i Gränshindersgruppen och Nordiska ministerrådets gränshinderråd. Han är också ordförande för Kristdemokraterna i Värmland sedan 2017. Innan Ottosson blev invald till riksdagen har han varit aktiv i kommunpolitiken i Årjängs kommun sedan valet 1998. Han började sin politiska bana i Centerpartiet men bytte parti till Kristdemokraterna efter en hård skolstrid i hemkommunen.[källa behövs] Ottosson är lärare till yrket.